# Chic
Chic – amerykańska grupa muzyczna grająca muzykę disco-funk. Założona została w 1976 roku przez gitarzystę Nile'a Rodgersa i basistę Bernarda Edwardsa. Ich najbardziej znane utwory to: „Le Freak”, „Good Times”, „I Want Your Love”, „My Forbidden Lover”, „Everybody Dance”.

## Dyskografia

### Albumy
- 1977: CHIC
- 1978: C'est CHIC
- 1979: Risqué
- 1980: Real People
- 1981: Take It Off
- 1982: Tongue in CHIC
- 1983: Believer
- 1992: CHIC-ism
- 1999: Live at the Budoukan

### Single
- 1977: Dance, Dance, Dance (Yowsah, Yowsah, Yowsah)
- 1977: Everybody Dance
- 1978: Le Freak
- 1978: I Want Your Love
- 1979: Good Times
- 1979: My Forbidden Lover
- 1979: My Feet Keep Dancing
- 1980: Rebels Are We
- 1980: Real People/Chip Off The Old Block
- 1981: Stage Fright
- 1982: Soup For One
- 1982: Hangin'
- 1983: Give Me The Lovin'
- 1987: Jack Le Freak
- 1992: CHIC Mystique
- 1992: Your Love